# Леверон, Джонни
Джонни Харольд Леверон Уклес (исп. Johnny Harold Leverón Uclés; род. 7 февраля 1990, Йоро) — гондурасский футболист, опорный полузащитник тегусигальпской «Олимпии» и сборной Гондураса. Участник Олимпийских игр в Лондоне.

## Клубная карьера
Леверон начал свою карьеру в клубе «Мотагуа». 19 апреля 2009 года в матче против «Марафон» он дебютировал в чемпионате Гондураса. 17 августа в поединке против «Платенесе» Джонни забил свой первый гол за команду. В 2011 году он помог «Мотагуа» выиграть чемпионат.
В начале 2013 года Джонни перешёл в канадский «Ванкувер Уайткэпс». 5 мая в матче против «Реал Солт-Лейк» он дебютировал в MLS.

## Международная карьера
В 2007 году Леверон принял участие в Панамериканских играх в Рио-де-Жанейро. Он также выступал на Чемпионате мира среди юношеских команд в Южной Корее и мировом первенстве среди молодёжных команд в Египте.
20 апреля 2010 года в товарищеском матче против сборной Венесуэлы Леверон дебютировал за сборную Гондураса. 18 декабря 2010 года в поединке против сборной Панамы он забил свой первый гол за национальную команду.
В 2011 году Джонни был включен в заявку сборной на участие в Золотом кубке КОНКАКАФ. На турнире он сыграл в матчах против сборных Мексики и Гватемалы.
Летом 2012 года Леверон был включен в заявку национальной команды на поездку в Лондон на Олимпийские игры. На турнире он принял участие в матчах против команд Испании, Марокко, Японии и Бразилии.
В 2015 году в составе национальной команды Леверон принял участие в розыгрыше Золотого кубка КОНКАКАФ. На турнире он был запасным и на поле не вышел.

### Голы за сборную Гондураса
| #   | Дата            | Место                                            | Противник | Результат | Соревнование                      |
| --- | --------------- | ------------------------------------------------ | --------- | --------- | --------------------------------- |
| 01. | 18 декабря 2010 | Олимпико Метрополитано, Сан-Педро-Сула, Гондурас | Панама    | 2:1       | Товарищеский матч                 |
| 02. | 18 декабря 2010 | Олимпико Метрополитано, Сан-Педро-Сула, Гондурас | Панама    | 2:1       | Товарищеский матч                 |
| 03. | 21 января 2011  | Роммель Фернандес, Панама, Панама                | Сальвадор | 2:0       | Центральноамериканский кубок 2011 |

## Достижения
«Мотагуа»
- Чемпионат Гондураса по футболу — Клаусура 2010/2011

Гондурас
- Центральноамериканский кубок — 2011